# 潘世恩
潘世恩（1769年—1854年），字槐堂，號芝軒，江蘇吳縣（今蘇州市）人，祖籍直隸歙縣，清朝政治人物、狀元。嘉庆年间，历任侍读、侍讲学士、户部尚书。道光年间，担任军机大臣、武英殿大学士，充上书房总师傅，进太傅。潘世恩历事乾隆、嘉庆、道光、咸丰四朝，与堂兄潘世璜、孙潘祖荫合称为“苏州三杰”。

## 生平

### 乾隆年间
乾隆五十八年（1793年），潘世恩状元及第，授翰林院修撰。

### 嘉庆年间
嘉庆二年（1797年），潘世恩在翰林院大考中获一等，擢升为侍读。和珅认为他青年才俊，想要招揽他，潘世恩谢绝，不与其来往。这导致和珅的记恨，和珅将题本扣留六个月不予呈上。嘉庆帝亲政后，升任侍讲学士。一年三次升迁到内阁学士，历任礼部、兵部、户部、吏部侍郎，督云南、浙江、江西学政。
嘉庆十七年（1812年），潘世恩升任工部尚书，嘉庆十九年（1814年）调任户部尚书。不久，潘世恩母亲病逝，辞官回家服丧。母丧满后，他上疏嘉庆帝，说老父年迈，要求在家侍养老父。适逢他的儿子中举，也上折谢恩。因没有亲自前往京城，命降为侍郎，嘉庆帝鉴于他孝顺，准他在家侍养，他在吴县老家居住十年。

### 道光年间
道光七年（1827年），潘世恩父丧服除，担任吏部侍郎，升任左都御史。道光十年（1830年），再擢为工部尚书。道光十三年（1833年）四月，潘世恩超升为体仁阁大学士，管理户部事务。道光十四年（1834年）正月，在军机大臣上行走，兼翰林院掌院学士。道光十五年（1835年）二月，授东阁大学士，管理工部事务，此后出任上书房总师傅，加太子太保衔。道光十八年（1838年）五月，晋为武英殿大学士。
黑龙江将军请求在都尔特增加六屯，潘世恩认为该地应当作为游牧之地，开垦是失策，不可允许。言官上奏说山东盐课请归地丁，潘世恩认为山东场灶有一半靠近江淮地区，一旦归地丁，听任民众自运自销，一定会成为两淮引课的连累，不可实行。鸦片战争爆发后，潘世恩支持林则徐前往广东禁烟，力主严内治，方能御外侮。当时穆彰阿主和，潘世恩心中反对，却不能公开表示异议。道光二十八年（1848年），潘世恩因八十寿辰，晋太傅衔，赐用紫缰。次年，潘世恩得病，多次上书请求退休，道光帝用温和的诏书慰留他，仅仅解除其军机大臣的职务。道光三十年（1850年），咸丰帝即位，潘世恩再次三次上书请求退休，才得到批准。咸丰帝命潘世恩享受完整俸禄，将他的儿子留在京城官邸。

### 咸丰年间
咸丰帝即位后下诏求贤，潘世恩已经退休，仍然上书说林则徐历任封疆大吏，有体有用，请求咸丰帝将林则徐征召进京听候任用，并推荐前任台湾道姚莹。咸丰帝认为正确，在罢免穆彰阿时还列举潘世恩的言论。咸丰二年（1852年）再次于壬子年乡试时，他奉诏就近参加顺天府鹿鸣宴。咸丰三年（1853年）癸丑科会试时，他应邀参加礼部的“琼林筵宴”，咸丰帝亲书“琼林人瑞”匾额相赠。次年，潘世恩在京逝世，享年八十六岁，朝廷派遣亲王祭奠，谥号“文恭”入祀贤良祠。
《郎潛紀聞》稱潘世恩為三百年中第一福氣中人，列举其为生加太傅、重宴瓊林、狀元作宰相兼而有之的唯一一人。道光二十四年，內閣四大學士，除潘世恩外，穆彰阿、寶興、卓秉恬三人都是他的門生。

## 家庭
- 次子潘曾莹，道光二十一年进士，官至吏部侍郎[14]。
- 子潘曾綬，道光二十年（1840）科舉人，官內閣中書，著《陔蘭書屋詩集》。孙潘祖荫为咸豐二年（1852年）壬子恩科探花[15]，官至军机大臣、太子太保、工部尚书[16]。
- 子潘曾瑋，著《自鏡齋文鈔》。

## 延伸阅读
[在维基数据编辑]
 《清史稿·卷363》，出自趙爾巽《清史稿》